# Симачёв, Вячеслав Иванович
Вячеслав Иванович Симачёв (15 июня 1923 — 15 октября 2020, Тула) — советский и российский конструктор вооружений, крупный ученый. Лауреат Государственной премии СССР (1977) и Ленинской премии (1984). Основоположник радиоэлектронного вооружения в СССР. Основатель научной школы радиолокации движущихся наземных, надводных и низколетящих воздушных целей. Создатель сложных комплексов высокоточного всепогодного всесуточного радиоэлектронного и радиолокационного вооружения мирового уровня. Организатор оружейного производства. Основатель и первый генеральный директор научно-исследовательского института «Стрела» (с 1983 г. — НИИ «Стрела» НПО «Антей» Министерства радиопромышленности СССР, позднее ОАО «НИИ „Стрела“», ПАО «НПО „Стрела“») — одного из лидеров отечественного оборонно-промышленного комплекса. Доктор технических наук. Профессор. Почетный гражданин города-героя Тулы.

## Биография
Родился 15 июня 1923 года в д. Песочное Воскресенского района Нижегородской области.
С февраля 1941 по 1948 год служил в армии, участник войны. Победу встретил на острове Рюген кавалером ордена «Красной Звезды» и с медалью «За взятие Кенигсберга». После окончания войны служил три года в составе группы Советских войск в Германии.
В 1953 г. окончил Радиотехнический факультет (бывший спецфак) Горьковского политехнического института и был направлен на Московский радиотехнический завод (МРТЗ), где за три года прошёл путь от инженера ОКБ до заместителя главного конструктора радиолокационного комплекса.
В 1956 году направлен в Тулу в ОКБ завода 668 (впоследствии Тульский завод электроэлементов, завод «Арсенал») для развития нового направления — радиолокационного вооружения. С 1959 по 1985 год — начальник, генеральный директор, генеральный конструктор, научный руководитель ОКБ 668, КБ ТЗЭ, «НИИ „Стрела“» (преобразован из КБ в 1979 г.), который под руководством В. И. Симачева стал широко известным в стране и за рубежом ведущим и единственным предприятием в области исследований, разработки и производства радиоэлектронного вооружения Сухопутных войск по 7 направлениям:
- мобильные радиолокационные станции (РЛС) и радиолокационные комплексы (РЛК) разведки движущихся наземных и надводных целей типа СНАР;
- РЛС и РЛК разведки огневых позиций артиллерии — стреляющих минометов, гаубиц, ракет, реактивных систем залпового огня (РСЗО) — и корректировки огня собственных средств;
- переносные и портативные РЛС ближней и малой дальности действия;
- РЛК систем активной защиты танков;
- радиоэлектронные системы управления танковым и противотанковым вооружением — системы наведения противотанковых и танковых управляемых ракет, в том числе и выстреливаемых из танковой пушки;
- радиолокационные комплексы управления огнем (РПКУО) для противотанковых пушек и ракет, разведывательно-огневые комплексы (РОК) и разведывательно-ударные комплексы (РУК);
- РЛК обнаружения воздушных объектов и управления средствами ПВО — работающие на ходу в составе танковых и мотоколонн войсковые РЛК обнаружения низколетящих воздушных целей и выдачи целеуказания средствам ПВО для защиты колонн на марше от воздушного нападения.

Приказом министра радиопромышленности СССР ОКБ (впоследствии НИИ «Стрела») было назначено головным в СССР предприятием отрасли по этим направлениям техники.
Под руководством Симачева В. И. и при его непосредственном участии разработано и принято на вооружение 60 образцов военной техники, в том числе радиолокационные комплексы разведки огневых позиций АРК-1 («Рысь»), АРК-1М, «Зоопарк-1»; радиолокационные комплексы разведки наземных движущихся целей 2-го, 3-го и 4-го поколений СНАР-10 («Леопард»), Голотурия, Голотурия-О, СНАР-15 («Селенит»); радиолокационная станция «Тобол» в составе самоходного комплекса ЗСУ-23-4; переносные РЛС разведки «Фара», «Кредо», «Кредо-К» и другие; комплекс активной защиты танков «Дрозд»; первый в мире мобильный пункт управления ПВО «Овод»; противотанковый управляемый ракетный комплекс «Конкурс-Р»; системы наведения ПТУР для всемирно известных изделий «Шилка», «Штурм», «Кобра»; радиолокационный прицельный комплекс управления огнем «Рута» и многие другие.
Изделия В. И. Симачева поставлялись на экспорт — в страны Варшавского договора, в Юго-Восточную Азию, на Ближний Восток и др.
Многие изделия не имели аналогов в мире и в стране, а ряд изделий до сих пор не имеют аналогов в мире и являются уникальными.
Построено более 45 тыс.м². производственных площадей, полностью обеспечивших процесс исследований и разработок.
Наряду с решением технических задач, большое внимание В. И. Симачев уделял развитию города. При расширении предприятия были расселены 217 семей. Для Зареченского района было построено пожарное депо на ул. Литейной, выделены средства на четвёртый котел для районной котельной, строительство электроподстанции у реки Тулица на 100 тысяч киловатт. Было построено общежитие на 352 человека. Выделялись средства на связь, на благоустройство улиц М. Горького и Демидовской, большие средства были направлены на развитие инфраструктуры Зареченского района в целом.
Коллектив, возглавляемый Симачевым, принимал участие во всех общественных мероприятиях, проводимых органами управления власти, в том числе и в помощи селу, городу. Сам Вячеслав Иванович неоднократно избирался в партийные и советские органы управления.
Доктор технических наук, профессор кафедры радиоэлектронных устройств и систем радиоуправления Тульского артиллерийского инженерного института.
Последняя должность — научный советник ПАО «Научно-производственное объединение „Стрела“».
Автор более 150 научных работ, имеет 65 авторских свидетельств на изобретения.
Лауреат Государственной премии СССР 1977 года — за разработку и внедрение в серийное производство радиолокационного комплекса СНАР-10 — «Леопард».
Лауреат Ленинской премии 1984 года — за разработку и внедрение в серийное производство комплекса активной защиты танков «Дрозд».
Награждён орденами Красной Звезды, Отечественной войны II степени, Трудового Красного Знамени, Октябрьской Революции, Дружбы Народов, медалями «В ознаменование 100-летия со дня рождения Владимира Ильича Ленина», «За взятие Кенигсберга», «За Победу над Германией» и многими другими. Почётный радист СССР. Заслуженный ветеран труда ПАО "НПО «Стрела». Лауреат премии им. Мосина. Имеет благодарности Правительства Российской Федерации.
Умер 15 октября 2020 года в г. Тула. Похоронен c воинскими почестями 19 октября 2020 года на Федеральном Военном мемориальном кладбище в Мытищах.